# 슐로스슈트라세역
슐로스슈트라세역(U-Bahnhof Schloßstraße)은 베를린 슈테글리츠첼렌도르프구 슈테글리츠에 있는 U9의 역이다. 1974년 9월 30일 라트하우스 슈테글리츠역 연장 당시에 개통했다. 슐로스슈트라세와 실트호른슈트라세(Schildhornstraße) 및 치머만슈트라세(Zimmermannstraße)가 교차하는 지점 아래에 역이 설치되어 있다. 역 근처에는 비어핀젤(Bierpinsel), 불레바르 베를린(Boulevard Berlin) 쇼핑 센터, 로젠크란츠 성당(Rosenkranz-Basilika)이 있다.

## 역사
U9, U10의 환승역으로 계획되었으며, 지상 도로폭 문제로 인하여 복층형 섬식 승강장으로 건설되었다. 상층 섬식 승강장에는 북쪽, 하층 섬식 승강장에는 남쪽으로 가는 열차가 정차하여 동일 방향 환승은 층을 건너가지 않아도 되었다. 그러나 U10 계획이 실현되지 않으면서 각 층의 동쪽 승강장만을 사용하고 있으며, 사용하지 않는 쪽 승강장은 철제 펜스로 막혀 있다. 2022년까지는 막혀 있는 쪽 승강장에 급전 궤도도 설치되지 않았고 선로 역시 연결되어 있지 않았다.
역은 인근 건물 비어핀젤(Bierpinsel)과 베를린 국제회의소(Internationales Congress Centrum Berlin, ICC)를 설계한 쉴러 운트 비테 설계 사무소(Architektenbüro Schüler & Witte)에서 설계했다. 대합실과 승강장 2개 층으로 총 지하 3층으로 구성되어 있으며, 각 층은 계단과 에스컬레이터로 연결되어 있다. 70년대 건축 양식으로 설계되어 있으며, 건설 당시에는 파란색, 노란색, 주황색을 역사 외벽에 사용했다. 천장은 노출 콘크리트로 마감되어 있으며, 대합실과 계단부는 어두운 회청색으로 칠해져 있다.
역 남부 및 북부 출입구와 더불어 슐로스슈트라세 양쪽으로 나가는 추가 출입구가 있다. 북쪽 대합실은 불레바르 베를린 쇼핑 센터 및 슐로스슈트라세 110 사무용 건물과 연결되어 있다.
2013년에는 2014년부터 2017년까지 역 개보수공사를 진행하기로 계획했다. 이 과정에서 하층 승강장을 폐쇄하고 모든 열차를 상층 승강장에서 처리할 계획이었다. 개보수 공사에는 BVG에서 1380만 유로 예산을 예상했으며, 베를린 도시개발 및 교통부에서는 1190만 유로를 예상했다. 공사 계획 과정에서 역 선로 재배치 계획이 취소되었다. 개보수공사는 2016년 7월 20일에 시작했고, 그 해 9월 4일까지 U9 노선의 발터슈라이버플라츠-라트하우스 슈테글리츠 운행이 중단되었다. 2018년 여름에도 열차 운행이 일시 중단된 적이 있었다.
2020년 1월 17일 두 승강장과 북쪽 대합실을 연결하는 엘리베이터가 운영을 시작했다. 130만 유로 예산이 소요되었다. 완전한 동선 확보를 위해서 대합실과 지상을 연결하는 엘리베이터가 추가로 필요하며, 2022년 말까지 설치 예정이었다.
2021년 1월 2일 기계실 내 전선에서 화재가 발생했다. 베를린 소방대에서 연인원 110명이 화재 진압에 투입되었다. 1월 25일이 되어서야 운행이 정상화되었다.
2017년 초에 과거의 레스토랑 건물이었던 비어핀젤과 요아힘티부르티우스교(Joachim-Tiburtius-Brücke)와 집합으로 건축유산으로 지정되었다. 지정 동기는 건설 당시의 미래 지향적인 건축 양식이다.

## 인접 철도역
| 베를린 지하철 9호선        | 베를린 지하철 9호선 | 베를린 지하철 9호선                       |
| -------------------------- | ------------------- | ----------------------------------------- |
| 라트하우스 슈테글리츠 방면 | U9                  | 발터슈라이버플라츠 오슬로어 슈트라세 방면 |

## 참고 문헌
- Lukas Foljanty: Der Verkehrsknoten Steglitz – Bierpinsel • U-Bahnhof Schloßstraße • Joachim-Tiburtius-Brücke – Das Erstlingswerk von Ralf Schüler und Ursulina Schüler-Witte. Universitätsverlag der Technischen Universität Berlin, ISR Graue Reihe Heft 30. Berlin 2011. ISBN 978-3-7983-2282-0. (Volltext 보관됨 2012-03-29 - 웨이백 머신)
- Jürgen Meyer-Kronthaler: Berlins U-Bahnhöfe. Die ersten hundert Jahre, be.bra verlag. Berlin, 2. korr. und erw. Auflage 1996, ISBN 3-930863-16-2; S. 244.